# 핵무기 논쟁
핵무기 논쟁은 핵무기가 정말 필요한가 아닌가에 대한 논쟁이다.
핵무기 논쟁은 핵무기의 위협, 사용, 비축을 둘러싼 논쟁을 가리킨다. 최초의 핵무기가 개발되기 전부터 맨해튼 프로젝트에 참여한 과학자들은 핵무기 사용에 대해 의견이 분분했다. 전쟁에서 핵무기가 사용된 유일한 시기는 1945년 8월 초 USAAF B-29 Superfortress 폭격기가 일본 도시인 히로시마와 나가사키에 원자 폭탄을 투하한 2차 세계 대전의 마지막 단계였다. 일본 항복에서 폭격의 역할 그리고 그들에 대한 미국의 윤리적 정당화는 수십 년 동안 학술적이고 대중적인 논쟁의 주제였다.
핵 군축은 핵무기를 줄이거나 제거하는 행위와 핵 없는 세계의 최종 상태를 의미한다. 군축 지지자들은 일반적으로 핵무기의 위협이나 사용을 선험적으로 비도덕적이라고 비난하고 완전한 군축만이 핵전쟁의 가능성을 제거할 수 있다고 주장한다. 핵 군축을 비판하는 사람들은 핵 군축이 억지력을 약화시키고 재래식 전쟁을 더 가능성 있게 만들거나 더 파괴적으로 만들거나 둘 모두를 만들 것이라고 말한다. 예를 들어 전체적 대 부분적 또는 일방적 대 다자간 군축과 같은 다양한 시나리오를 고려할 때 논쟁은 상당히 복잡해진다.
핵확산은 관련 우려 사항으로, 가장 일반적으로 핵무기가 추가 국가로 확산되고 지역 분쟁으로 인해 발생하는 핵전쟁 위험이 증가한다. 핵 기술의 확산, 특히 고농축 우라늄 및 플루토늄과 같은 무기로 사용할 수 있는 핵 물질을 생산하기 위한 핵 연료 주기 기술은 핵 확산 위험에 기여한다. 이러한 형태의 확산은 확립된 원자력의 핵 비축량의 확장인 수직적 확산과 구별하기 위해 때때로 수평적 확산이라고 한다.

## 같이 보기
- 비핵화
- 원자력 발전소 논쟁